# Country-Musik 1949
Die Liste bietet eine Übersicht über das Jahr 1949 im Genre Country-Musik.

## Ereignisse
- 10. Dezember – Das Billboard Magazin führt eine dritte Hitparade für Country- bzw. Hillbilly-Musik ein: die Country & Western Records Most Played by Folk Disc Jockeys. Es sind die ersten Charts, die eine Single nach ihrem Erfolg im Radio aufführt und ermöglicht es einem Künstler, gleichzeitig insgesamt drei Nummer-eins-Hits zu haben.
- Der Carolina Barn Dance wird aus Spruce Pine, North Carolina, erstmals gesendet
- Das KXLA Hometown Jamboree wird aus Los Angeles erstmals gesendet
- Der Old Kentucky Barn Dance wird aus Louisville, Kentucky, erstmals gesendet. Er ist einer von vier Shows, die während der 1950er-Jahre in Deutschland über AFN übertragen werden.
- Der Virginia Barn Dance wird aus Danville, Virginia, erstmals gesendet

## Top-Hits des Jahres

### Nummer-eins-Hits
- 22. Januar – I Love You So Much it Hurts – Jimmy Wakely
- 5. März – Don't Rob Another Man's Castle – Eddy Arnold
- 19. März – Tennessee Saturday Night – Red Foley and the Cumberland Valley Boys
- 2. April – Candy Kisses – George Morgan
- 7. Mai – Lovesick Blues – Hank Williams and his Drifting Cowboys
- 18. Juni – One Kiss Too Many – Eddy Arnold
- 30. Juli – I'm Throwing Rice (at the Girl I Love) – Eddy Arnold
- 10. September – Why Don't You Haul Off and Love Me – Wayne Raney
- 24. September – Slipping Around – Ernest Tubb and his Texas Troubadors
- 8. Oktober – Slipping Around – Margaret Whiting & Jimmy Wakely
- 10. Dezember – Mule Train – Tennessee Ernie Ford

Anmerkung: Es werden alle drei Hitparaden, die "Best Selling Folk Retail Records", die "Most Played Jukebox Folk Records" sowie die Country & Western Records Most Played by Folk Disc Jockeys", gewertet.

### Weitere Hits
- Anticipation Blues – Tennessee Ernie Ford
- Baby, It’s Cold Outside – Homer and Jethro & June Carter
- Blue Skirt Waltz – Frank Yankovic
- C-H-R-I-S-T-M-A-S – Eddy Arnold
- Country Boy – Little Jimmy Dickens
- Cry Baby Heart – George Morgan
- Death Of Kathy Fiscus – Jimmy Osborne
- Echo Of Your Footsteps – Eddy Arnold
- I Never See Maggie Alone – Kenny Roberts
- I'm Bitin' My Fingernails – Ernest Tubb & die Andrews Sisters
- My Bucket's Got A Hole In It – Hank Williams and his Drifting Cowboys
- Panhandle Rag – Leon McCauliffe
- Room Full of Roses – George Morgan
- Riders In The Sky – Vaughn Monroe
- Smokey Mountain Boogie – Tennessee Ernie Ford
- Take An Old Cold Tater And Wait – Little Jimmy Dickens
- Tennessee Border – Red Foley and his Cumberland Valley Boys
- Tennessee Border #2 – Red Foley & Ernest Tubb
- There's Not A Thing – Eddy Arnold
- Warm Red Wine – Ernest Tubb and his Texas Troubadors
- Wedding Bells – Hank Williams and his Drifting Cowboys
- Whoa Sailor – Hank Thompson
- Please Don't Let Me Love You – George Morgan
- Tennessee Polka – Red Foley
- Slipping Around – Floyd Tillman
- I'll Never Slip Around Again – Jimmy Wakely & Margaret Whiting
- Will Santa Come To Shanty Town – Eddy Arnold
- You're Gonna Change – Hank Williams and his Drifting Cowboys
- Mind Your Own Business – Hank Williams and his Drifting Cowboys
- Candy Kisses – Elton Britt

## Geboren
- 26. Mai – Hank Williams Jr.

## Gestorben
- 11. Dezember – Fiddlin’ John Carson